# Pteromalus niphe
Pteromalus niphe är en stekelart som beskrevs av Walker 1839. Pteromalus niphe ingår i släktet Pteromalus och familjen puppglanssteklar. Inga underarter finns listade i Catalogue of Life.